# 亨里克·维尼亚夫斯基
亨里克·維尼奧夫斯基（波蘭語：Henryk Wieniawski，1835年7月10日—1880年3月31日），波兰作曲家、小提琴家，俄羅斯小提琴學派的創建者，被认为可跻身历史上最伟大的小提琴家之列。他的弟弟约瑟夫·维尼亚夫斯基和侄子亚当·塔德乌什·维尼亚夫斯基也是有成就的音乐家。
維尼奧夫斯基发明了演奏小提琴的独特的持弓法，称为“維尼奧夫斯基持弓法”（有时被误称为俄罗斯持弓法）；維尼奧夫斯基教学生运用这种持弓法轻松地演奏“魔鬼的跳弓”。

## 生平
1835年7月10日，維尼奧夫斯基在波蘭會議王國（時属俄罗斯帝国）卢布林的一个犹太家庭诞生。5岁开始学小提琴。8岁入巴黎音乐学院。在巴黎期间，維尼奧夫斯基在母亲举办的沙龙结识了侨居法国的波兰精英，音乐家蕭邦和詩人亚当·密茨凯维奇等人。1848年荣获巴黎音乐学院金奖毕业，和他的兄弟、钢琴家约瑟夫·維尼奧夫斯基一同巡回演出。1847年，維尼奧夫斯基完成并出版自己的第一部作品《大幻想隨想曲》（Grand Caprice Fantastique）。
1860年完成作品17的《傳奇曲》（Légende），這首作品献给情人伊萨贝拉·汉普顿（Isabella Hampton），同年与其结婚。
1860年維尼奧夫斯基也響應俄罗斯钢琴家安東·魯賓斯坦的邀请，迁居圣彼得堡。維尼奧夫斯基在圣彼得堡指挥俄罗斯音乐院的交响乐团和弦乐四重演奏乐队，并招收门生教授小提琴至1872年止。1872年至1874年間，維尼奧夫斯基和鲁宾斯坦在美国巡回演出。1874年秋，维尼亚夫斯基接替亨利·维厄当之職，成为布鲁塞尔音乐学院小提琴教授。他的門生包括後來的小提琴大家欧仁·伊萨伊在內。
侨居布鲁塞尔期间，維尼奧夫斯基健康欠佳。1879年4月維尼奧夫斯基在奥德萨举行告别音乐会，之後返回莫斯科，在納德茲達·馮·梅克夫人家中療養。1880年3月31日，維尼奧夫斯基在莫斯科逝世，莫斯科和華沙都為他舉行了隆重的紀念儀式。之後，他被葬於华沙波瓦兹基墓园。

## 評價
- 《葛羅夫音樂詞典》：「即使不是第一個，維尼奧夫斯基也是最早發現握弓在正確發音中的重要作用，這種握弓方式強調食指的作用，以及它平衡運弓重量的能力。」[1]

## 軼事與其他
- 1878年在柏林的一場演出，維尼奧夫斯基原本預計演奏自己的第2號協奏曲，不過他的演奏因病而被迫中斷。约瑟夫·约阿希姆現場接替了演奏，為聽眾演出巴赫的D小調夏康舞曲（目錄第1004號）。[1]
- 1935年在华沙举行了第一届以維尼奧夫斯基命名的小提琴比赛。从1952年开始维尼亚夫斯基国际小提琴比赛每5年举行一次。迄2022年為止，已舉辦16屆。
- 1952年波兰发行一枚維尼奧夫斯基纪念邮票。
- 1979年波兰发行一枚面值100兹罗提的維尼奧夫斯基纪念硬币。
- 在波兰琴斯托霍瓦河谷有“維尼奧夫斯卡镇”纪念他[來源請求]。
- 維尼奧夫斯基的用琴分別是一把斯特拉迪瓦里琴，以及另一把瓜奈里琴。前者後來被暱稱為「維尼奧夫斯基」，後者則輾轉由胡鲍伊·耶内（英语：Jenő Hubay）繼承。[1]